# 文法の寓意
『文法の寓意』 (ぶんぽうのぐうい、仏: Allégorie de la Grammaire、英: Allegory of Grammar) は、17世紀のフランスの画家ローラン・ド・ラ・イールが1650年にキャンバス上に油彩で制作した寓意画である。7つの自由学芸を表す連作のうちの1つで、「文法」を擬人像として表している。この連作は、ルイ13世の相談役の1人ジェデオン・タルマン (Gédéon Tallemant,1613–1668年) のパリの居宅のために描かれ、画家の息子フィリップ (Philippe) の記述によると1室に展示されていたが、本作は1809年に売却された。1961年にフランシス・ファルコナー・メイダン (Francis Falconer Madan) 氏から寄贈されて以来、ロンドン・ナショナル・ギャラリーに所蔵されている。

## 作品
7つの自由学芸とは、文法、論理、修辞という文科系の3科と、算術、音楽、幾何、天文の理科系の4科を指す。個人の書斎や図書室を7つの学芸の擬人像で装飾することは古くからの伝統であったが、これらを女性像として表現するのは文法や修辞がラテン語で女性名詞であったからである。ローラン・ド・ラ・イールの連作もこの慣例に則り、上記の自由学芸を7人の女性像として擬人的に表現している。
本作の白いリボンに記されているラテン語の銘文は、「適切に記述され、発音されうる意味深い発言」と翻訳できる。文法の役割は、文章を文法的に説明することでも語形変化を教えることでもなく、考えを明確に効果的に伝達できるようにすることであった。諸概念の擬人像に関する挿絵入り辞典であるチェーザレ・リーパの『イコノロジア (Iconologia)』 (初版は1593年に出版された) によると、文法については「若い植物のように、若い頭脳は水やりを必要とする。これを引き受けるのが、文法の義務である」と記述されている。ラ・イールはこの記述に触発されたようである。
本作の文法の擬人像は、水差しを持って素焼きの鉢に植えられたプリムラとアネモネに水をやっている。植木鉢は丁寧に実物から写生されたものである。鉢の底から溢れ出た水が、「卵形と矢じり形」模様の帯状装飾で飾られた古代ローマの壁か角柱の破片の上に流れている。女性像の背後では、縦溝彫の施された大きなローマの円柱とローマの壺があり、壁の向こうの庭園への眺望を閉ざしている。
ラ・イールはイタリアに行ったことはなかったが、シモン・ヴーエ、ニコラ・プッサン、クロード・ロランらの同時代の画家の作品を通して、イタリア・ルネサンス美術の成果を熟知していた。そして、パリで流行した、節度があり、洗練された古典主義様式を代表する画家となった。本作には、古典主義様式が彫刻的に明瞭な人物像とその量感、水平と垂直の線を強調して整えられた構図、均等にあてられた光、はっきりと区別された固有色に見て取れる。こうした特質は、レンブラントなど同時代のバロック期の画家たちのものとは対極にある。

## ラ・イールの自由学芸の連作

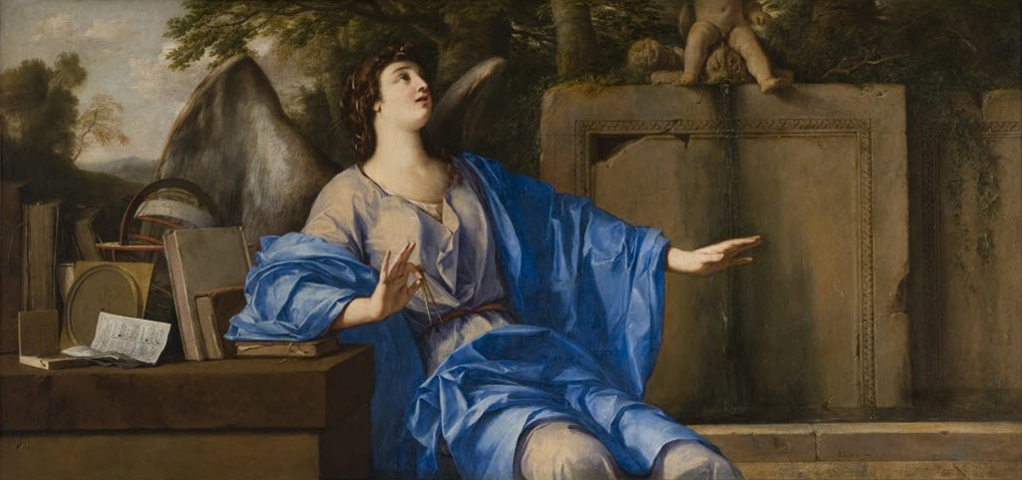
『天文学の寓意』 (1649年)、オルレアン美術館
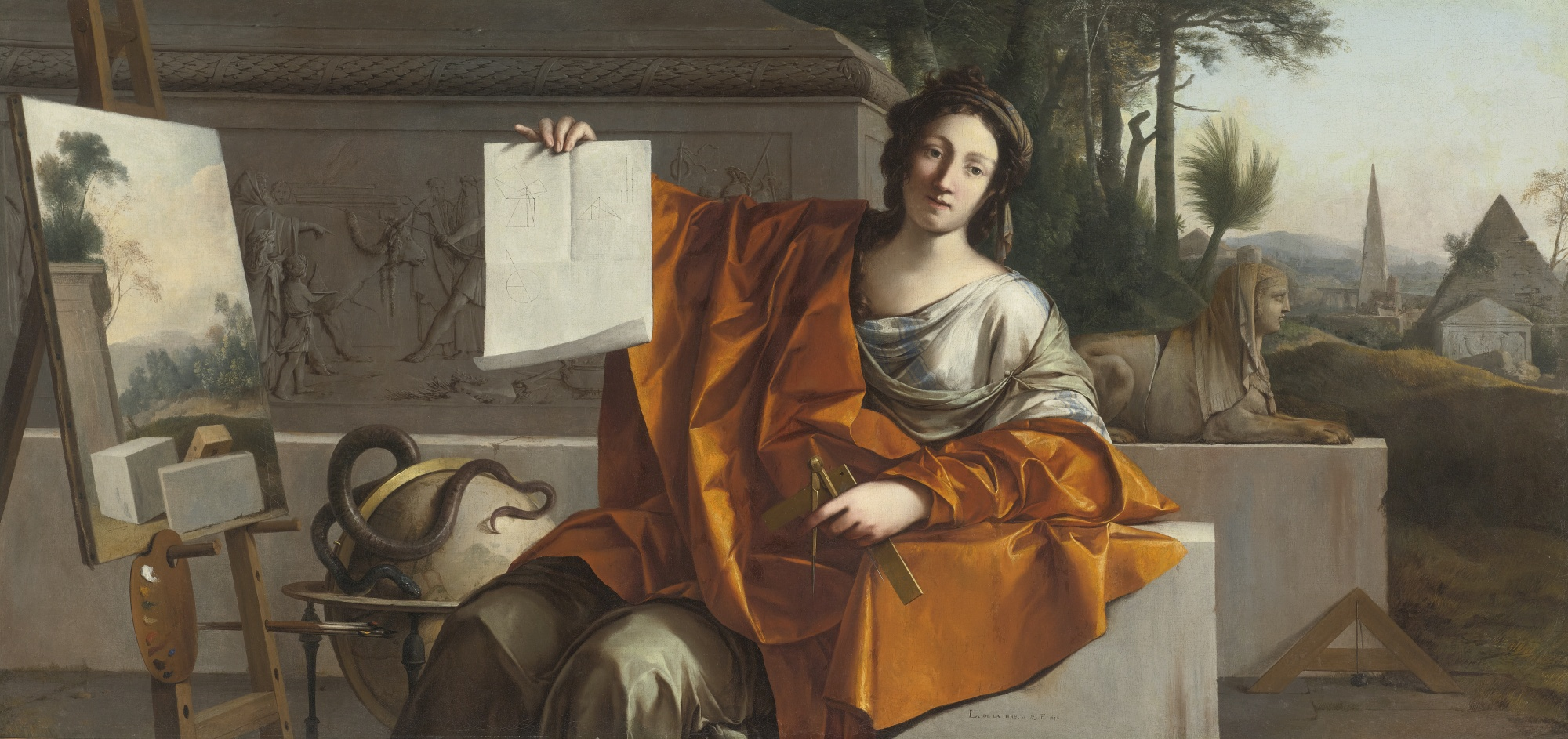
『幾何学の寓意』 (1649年)、サン・フランシスコ美術館（英語版）
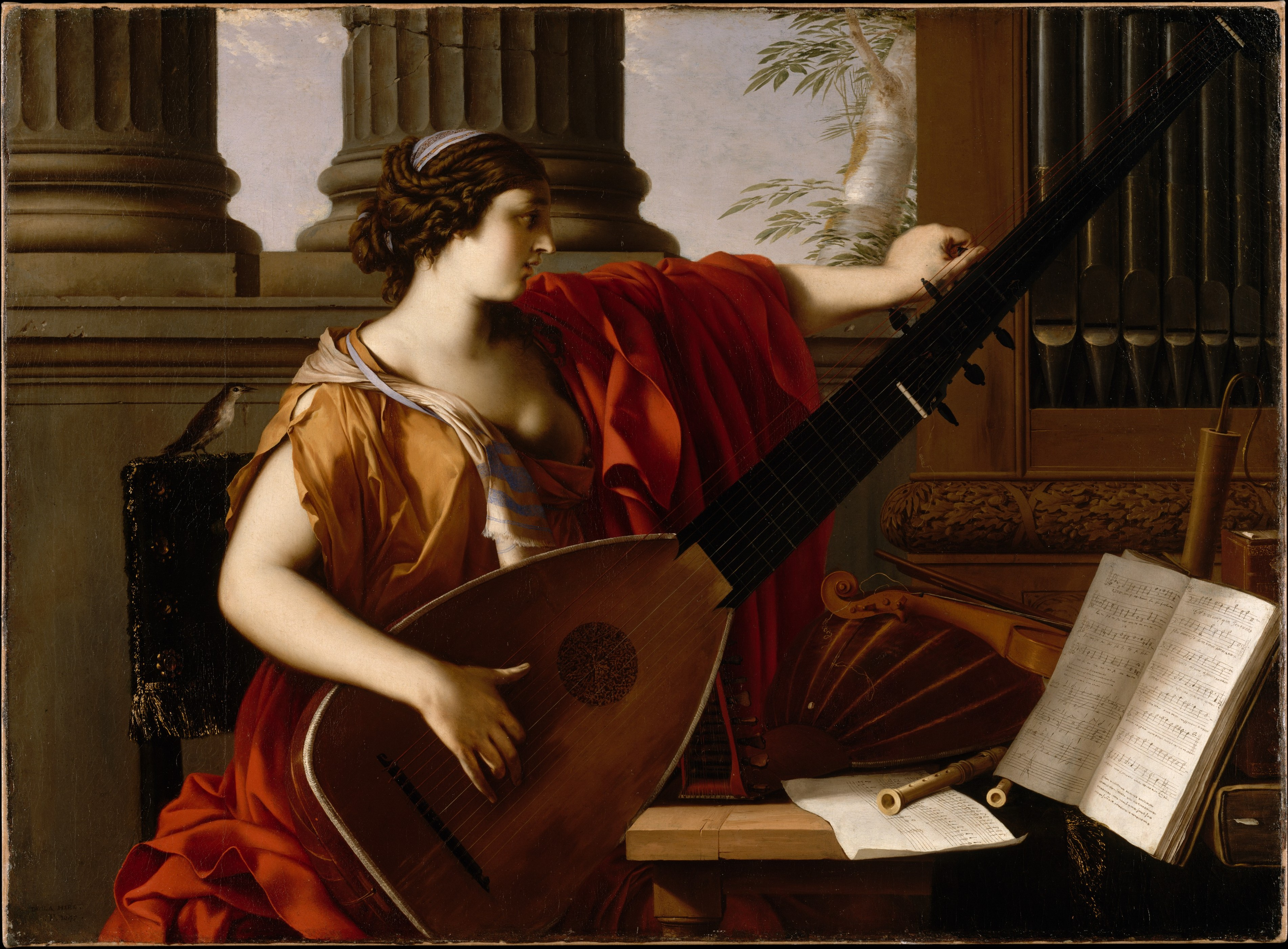
『音楽の寓意』 (1649年)、メトロポリタン美術館、ニューヨーク
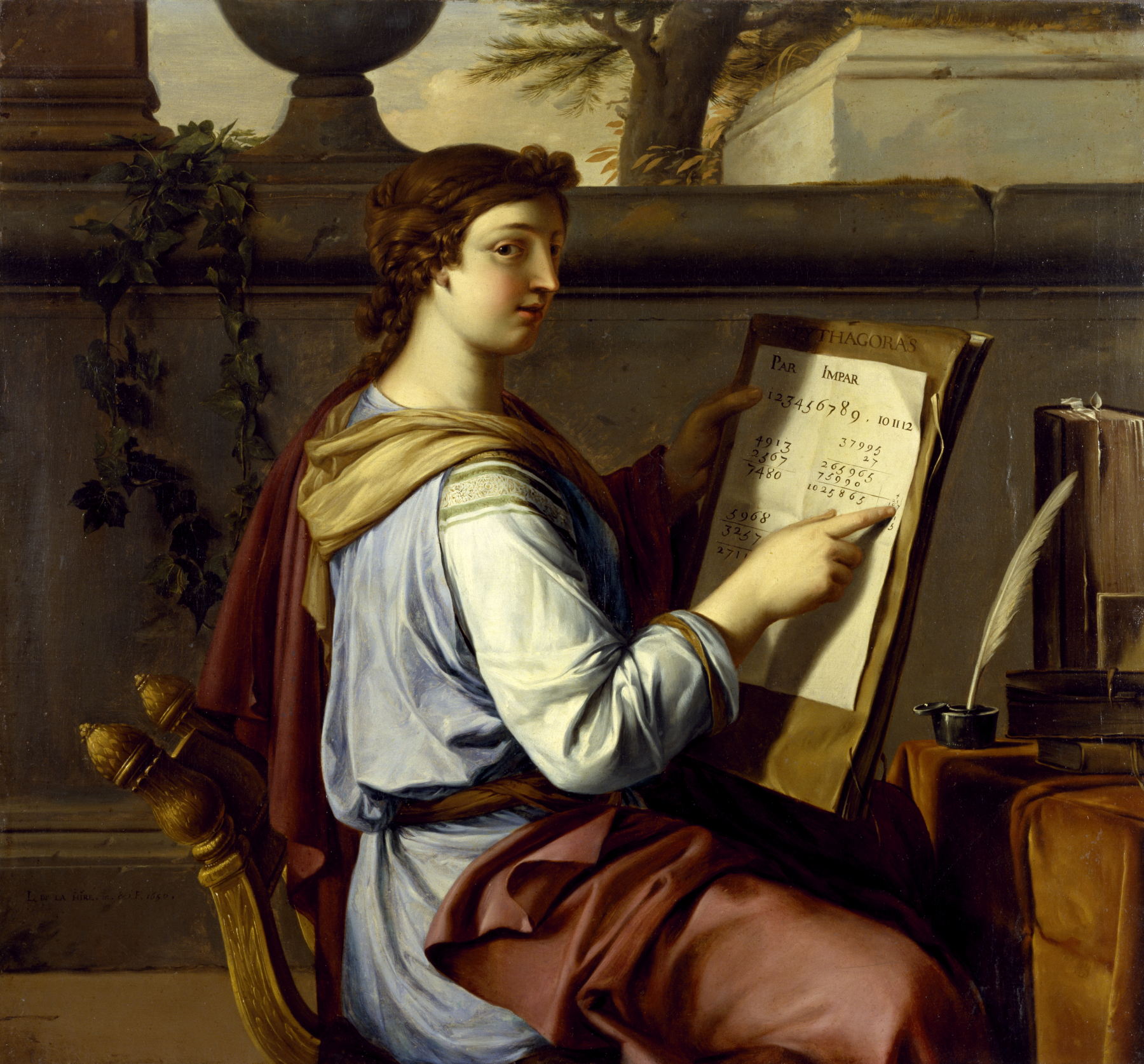
『算術の寓意』 (1650年)、ハネマ＝デ・ストゥエルス (Hannema-De Stuers) 財団、ハイノ (オフェレイセル)（英語版）
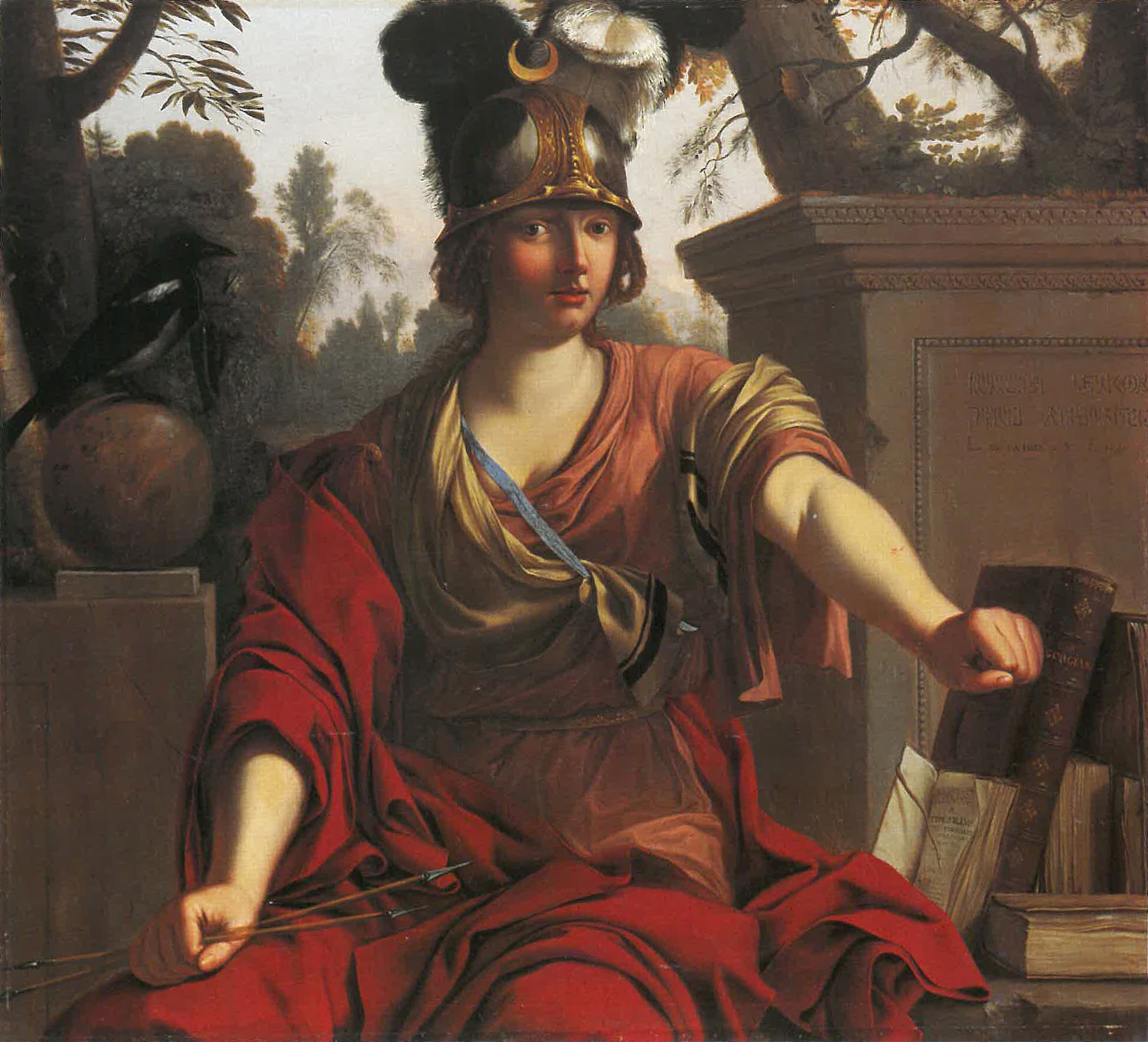
『論理学の寓意』 (1650年)、個人蔵
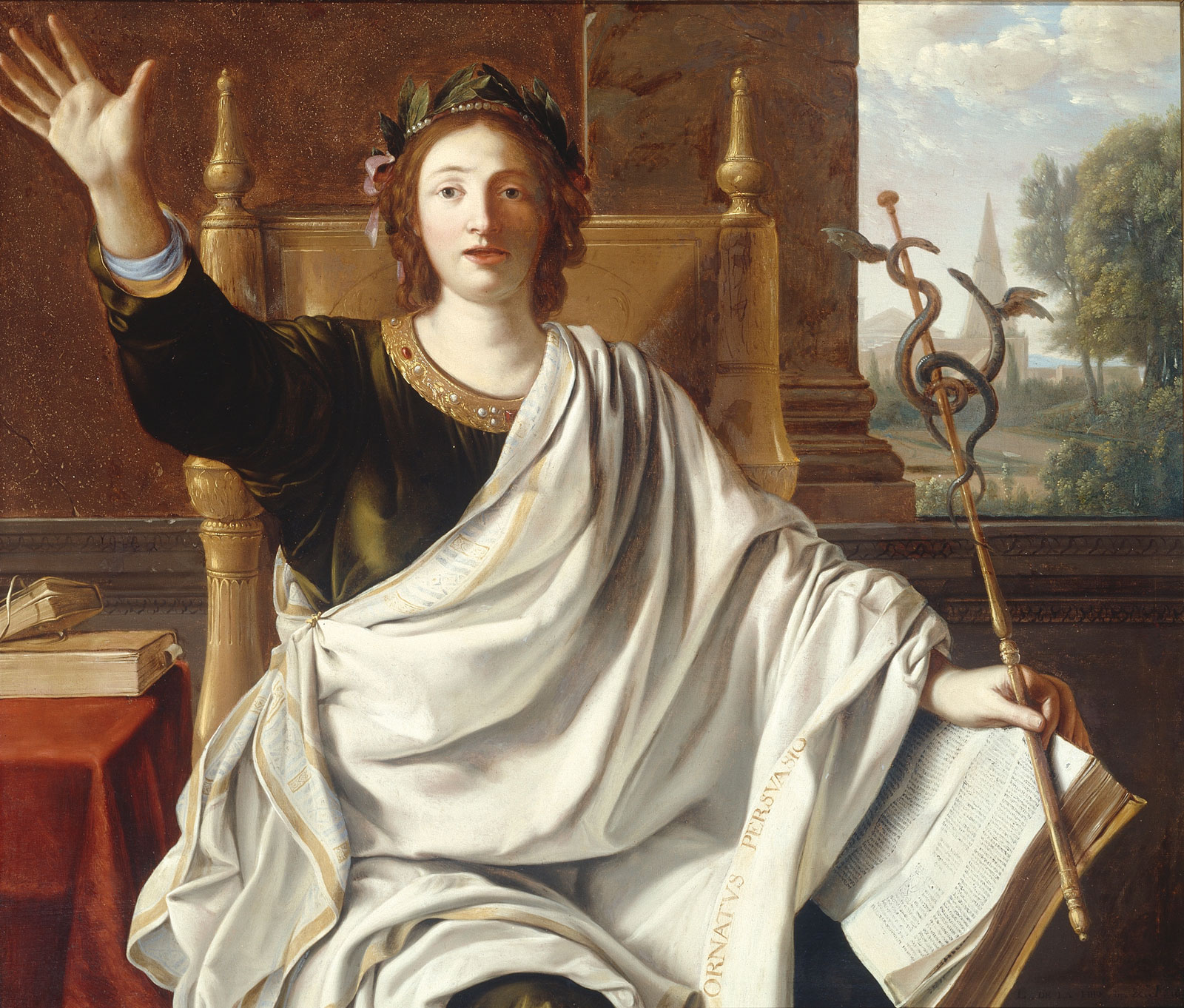
『修辞学の寓意』 (1650年)、個人蔵